# 橡樹灣
橡樹灣（英語：Oak Bay）是加拿大卑詩省西南部首府地區一個區域自治體（district municipality），離省府維多利亞市中心以東約3公里。橡樹灣坐落溫哥華島東南角，東面和南面分別瀕臨佐治亞海峽和胡安·德·富卡海峽，西鄰維多利亞，西北面和北面則與沙尼治為鄰。據2011年加拿大人口普查所示，橡樹灣區內人口為18015人。

## 歷史
橡樹灣一帶原為沙利殊原住民族（Salish）的地域。1843年，哈德遜灣公司在溫哥華島南端設立維多利亞堡，而附近地域（包括現橡樹灣所在）亦落入該公司的操控。該公司隨之在橡樹灣一帶地域劃分地段並以低價售予五名資深僱員，餘下地段則保留作農地之用。歐裔居民在往後年間相繼抵達，而區内首間學校則於1885年設立。通往維多利亞的電車線於1890年代開通後進一步刺激該帶的發展，但該帶仍然沒有地方政府架構，居民因此成立橡樹灣促進會（Oak Bay Improvement Association）以求改善區内的道路及其他基礎建設。該會一度尋求將橡樹灣併入維多利亞市，但並未成功。居民遂決定請求省政府在橡樹灣設立地方政府，而橡樹灣亦於1906年7月2日正式建制為區域自治體。
第二次世界大戰後，哈德遜灣公司逐步將其餘下地段發展成住宅物業，並於1960年將其地皮北端售予維多利亞大學。

## 教育
橡樹灣區内的公共教育服務由61號大維多利亞校區提供，區内有一間公立小學、一間公立初中和一間公立高中。區内亦有兩間私立學校。
維多利亞大學校園的一半範圍坐落橡樹灣境内，餘下範圍則坐落沙尼治境内。

### 引用文獻
- Murdoch, George.  (PDF): 10–11, 16, 18, 23, 137–138. 1968  [2014-02-08]. （原始内容存档 (PDF)于2020-12-16）.

## 外部連結
- 维基共享资源上的相關多媒體資源：橡樹灣
- （英文）The District of Oak Bay （页面存档备份，存于）－橡樹灣區政府官方網站